# Лук ландышевый
Лук ландышевый (лат. Allium convallarioides) — многолетнее травянистое растение, вид рода Лук (Allium) семейства Луковые (Alliaceae).

## Распространение и экология
В природе ареал вида охватывает Северный и Южный Кавказ, горные районы Туркменистана.
Произрастает на слегка засолёных местах.

## Ботаническое описание
Луковица яйцевидная, диаметром около 1 см, наружные оболочки сероватые, бумагообразные, почти без заметных жилок. Стебель высотой 40—60 см, почти до половины одетый гладкими влагалищами листьев.
Листья в числе четырёх—пяти, узколинейные, шириной 1—1,5 мм, желобчатые, бороздчатые, гладкие, короче стебля.
Чехол в полтора—два раза длиннее зонтика. Зонтик коробочконосный, пучковато-яйцевидный или пучковато-шаровидный, густой, многоцветковый. Цветоножки неравные, в два—пять раз длиннее околоцветника, при основании с прицветниками. Листочки колокольчатого околоцветника белые, длиной 4—5 мм, широколинейнопродолговатые, тупые, усечённые, внутренние немного длиннее. Нити тычинок едва длиннее листочков околоцветника, немного между собой и с околоцветником сросшиеся, шиловидные; пыльники жёлтые. Столбик выдается из околоцветника.
Коробочка немного длиннее околоцветника; створки почти округлые, едва выемчатые.

## Таксономия
Вид Лук ландышевый входит в род Лук (Allium) семейства Луковые (Alliaceae) порядка Спаржецветные (Asparagales).
|  |                                      |  |                                                             |                                                             |                   |  | ещё 24 семейства (согласно Системе APG II) | ещё 24 семейства (согласно Системе APG II) |                     |  |  |  | ещё более 870 видов |
|  |                                      |  |                                                             |                                                             |                   |  | ещё 24 семейства (согласно Системе APG II) | ещё 24 семейства (согласно Системе APG II) |                     |  |  |  | ещё более 870 видов |
|  |                                      |  |                                                             | порядок Спаржецветные                                       |                   |  |                                            |                                            | род Лук             |  |  |  |                     |
|  |                                      |  |                                                             | порядок Спаржецветные                                       |                   |  |                                            |                                            | род Лук             |  |  |  |                     |
|  | отдел Цветковые, или Покрытосеменные |  |                                                             |                                                             | семейство Луковые |  |                                            |                                            | вид Лук ландышевый  |  |  |  |                     |
|  | отдел Цветковые, или Покрытосеменные |  |                                                             |                                                             | семейство Луковые |  |                                            |                                            |                     |  |  |  |                     |
|  |                                      |  | ещё 44 порядка цветковых растений (согласно Системе APG II) | ещё 44 порядка цветковых растений (согласно Системе APG II) |                   |  |                                            | ещё около 300 родов                        | ещё около 300 родов |  |  |  |                     |
|  |                                      |  |                                                             | ещё 44 порядка цветковых растений (согласно Системе APG II) |                   |  |                                            |                                            | ещё около 300 родов |  |  |  |                     |